# 马图雷亚
马图雷亚是巴西帕拉伊巴州的一个市镇。总面积83.714平方公里，总人口5226人，人口密度62.4人/平方公里。